# Rafael "La Ranita" Freyre
Rafael "La Ranita" Freyre (Veracruz, 3 de noviembre de 1917 - 6 de noviembre de 2015, Ciudad de México) fue un famoso dibujante, caricaturista y periodista mexicano. 
Distinguido por ilustrar siete décadas de la política, deportes y cultura en el ámbito nacional e internacional en las técnicas de acuarela, guache, óleo, acrílico, carbón, lápiz, tinta y escultura. 
Su obra destaca por gran ingenio, humor y sátira. Freyre también tenía la capacidad de dibujar al revés. 
Reconocido por el hecho de que firmaba sus trabajos con la ilustración de una ranita, su autorretrato, a veces al lado de la firma y otros adentrado en el tema en cuestión.
Freyre publicó diariamente durante décadas y colaboró con la mayoría de los periódicos nacionales de la época. También fue portadista de las revistas Jueves de Excelsior, Revista Ja Ja y Siempre!
Formó parte de 3 programas televisivos, Duelo de Dibujantes, Noticiero Cultural Canal 22 y 24 Horas con Jacobo Zabludovsky
Recibió numerosos reconocimientos entre ellos Premio Nacional de Periodismo 1979, Premio Mergenthaler por la Sociedad Interamericana de Prensa y Medalla al Mérito Benito Juárez. Fue nombrado hijo predilecto por el Ayuntamiento de Veracruz en 1990 donde se le asignó el nombre Rafael Freyre a una calle en su honor. En 2002 se erigió un pedestal de una rana de cantera en la colonia Polanco en la Ciudad de México en reconocimiento a su trayectoria y trabajo. Su imagen ha aparecido en dos ocasiones en los billetes de la lotería nacional. 

## Periódicos
A los 13 años Freyre publica sus primeras caricaturas en El Dictamen de Veracruz.
Dos años más tarde, llega a la capital y comienza a publicar en diarios nacionales como México al Día, Don Timorato, Excélsior, donde fue el principal caricaturista hasta 1964 y Ultimas Noticias de Excélsior.  En 1943 comienza Posadas de Excélsior al lado del periodista Carlos Denegri, él escribía y Freyre ilustraba, la mancuerna firmaba como Ric y Rac, El Sol de México,  los periódicos de la Cadena García Valseca de José Garcia Valseca, entre otros.

## Revistas
Freyre trabajó en varias revistas a lo largo de su vida, fue portadista de Jueves de Excelsior, Revista Ja Ja y Siempre! Entre ellas también destacan Revista de Revistas y Hoy.

## Televisión
- (1952 - 1961) Duelo de Dibujantes

Conducido por Agustín Barrios Gómez Donde Freyre trabajó junto a sus colegas Ernesto “El Chango” Garcia Cabral, Ernesto Guasp y Alberto Isaac.
- (1993) Noticiero Cultural Canal 22

Dibujando personajes de las letras y las artes.
- (1994 -1997) Noticiero 24 Horas Canal 2

Programa conducido por Jacobo Zabludovsky donde Freyre participaba dibujando personajes nacionales e internacionales.

## Premios y reconocimientos
A lo largo de su vida recibió un sinnúmero de reconocimientos, el primero siendo a sus 14 años de edad, por la Sociedad Pro Bellas Artes, Goya de Veracruz.
Entre sus reconocimientos destacan;
2002 Un pedestal con una rana de cantera se colocó en la colonia Polanco en la Ciudad de México en reconocimiento a su trayectoria y trabajo de siete décadas en el periodismo.
1990 El H. Ayuntamiento de Veracruz lo nombra como hijo predilecto y le otorga a una  calle el nombre Rafael Freyre
1989
- Exposición homenaje Freyre y su obra (1938-1988) en el Museo Universitario de Ciencias y Arte, UNAM. Ciudad de México.
- Exposición homenaje Seis Décadas de Freyre  por el Estado de Tabasco, Museo de Historia de Tabasco. Villahermosa, Tabasco.

1988
- Medalla al Mérito Benito Juárez por la Sociedad de Geografía y Estadística.
- Exposición Homenaje, Freyre, crónicas, críticas y testimonios en el Museo Nacional de Bellas Artes, Sala Justino Fernández, Palacio de Bellas Artes Ciudad de México.
- Exposición Homenaje, Freyre y su obra en el Museo de Antropología de Jalapa, Veracruz.

1983 Exposición Homenaje Reconocimiento al caricaturista Freyre, ofrecido por el Estado de Puebla. Casa de la Cultura de Puebla.
1979 Premio Nacional de Periodismo por el Consejo Ciudadano del Premio Nacional de Periodismo, A.C.
1966 Exposición Homenaje por el Salón de la Plástica del Instituto Nacional de Bellas Artes (INBA)
1958 Premio Mergenthaler por la Sociedad Interamericana de Prensa

## Calle Rafael Freyre
En 1990 el Ayuntamiento de Veracruz, nombró a Freyre como hijo predilecto y le asigna el nombre Rafael Freyre a la calle anteriormente conocida como Condesa de Malibrán en el Puerto de Veracruz.

## Libros Publicados
1938 Caricaturas al Aire
1958 Mira lo que me encontré
1963 Bufo Vulgaris
1972 Freyre
1977 Caricatuteca
1980 Algo de Freyre
1988 Freyre y su obra
1998 FREYRE

## Biografía

### Sus inicios
Su padre fue Rafael Freyre García y su madre Maria Flores Aguirre. Nació el 3 de noviembre de 1917 en el Puerto de Veracruz, México y fue el menor de 5 hermanos.
De pequeño se escondía debajo de la mesa del comedor la cual tenía un mantel largo y grueso, esto era para que los demás niños y hermanos no lo fueran a buscar para ir a jugar y así él podía dibujar en paz. Su hermano Luís conocía su secreto y le instaló una bombilla debajo de la mesa para que Freyre tuviera luz en su escondite.
A los 13 años fueron publicadas sus primeras caricaturas en el periódico El Dictamen de Veracruz.
A los 15 años después de dibujar a todo mundo en el Puerto de Veracruz,  decidió que el siguiente paso era llegar a la capital. Se fue con su madre, la cual siempre creyó en él, a probar suerte a la Ciudad de México. Al poco tiempo, gracias al trabajo de Freyre, él y su madre pudieron reunirse con sus demás hermanos al poder traerlos a todos a la ciudad.

### Vida personal
El primer matrimonio de Rafael Freyre fue con María del Carmen Horta Zornoza  (1942 - 1980) hija del periodista Manuel Horta Cano
Con quien tuvo tres hijos, Rafael, María de Jesús y Antonio. Freyre quedó viudo al morir su esposa después de una larga batalla contra el cáncer.
El 14 de diciembre de 1981 se casó con Silvia Ortiz Pérez con quién procreó a su hija Raffaella Freyre y adoptó a Sylvia, hija del primer matrimonio de su esposa.

### Fallecimiento
Murió la mañana del 6 de noviembre de 2015 en su domicilio en la Ciudad de México, acompañado de su esposa y su hija Raffaella.